# Colossendeis drakei
Colossendeis drakei is een zeespin uit de familie Colossendeidae. De soort behoort tot het geslacht Colossendeis. Colossendeis drakei werd in 1915 voor het eerst wetenschappelijk beschreven door Calman. 